# Taira no Kiyomori

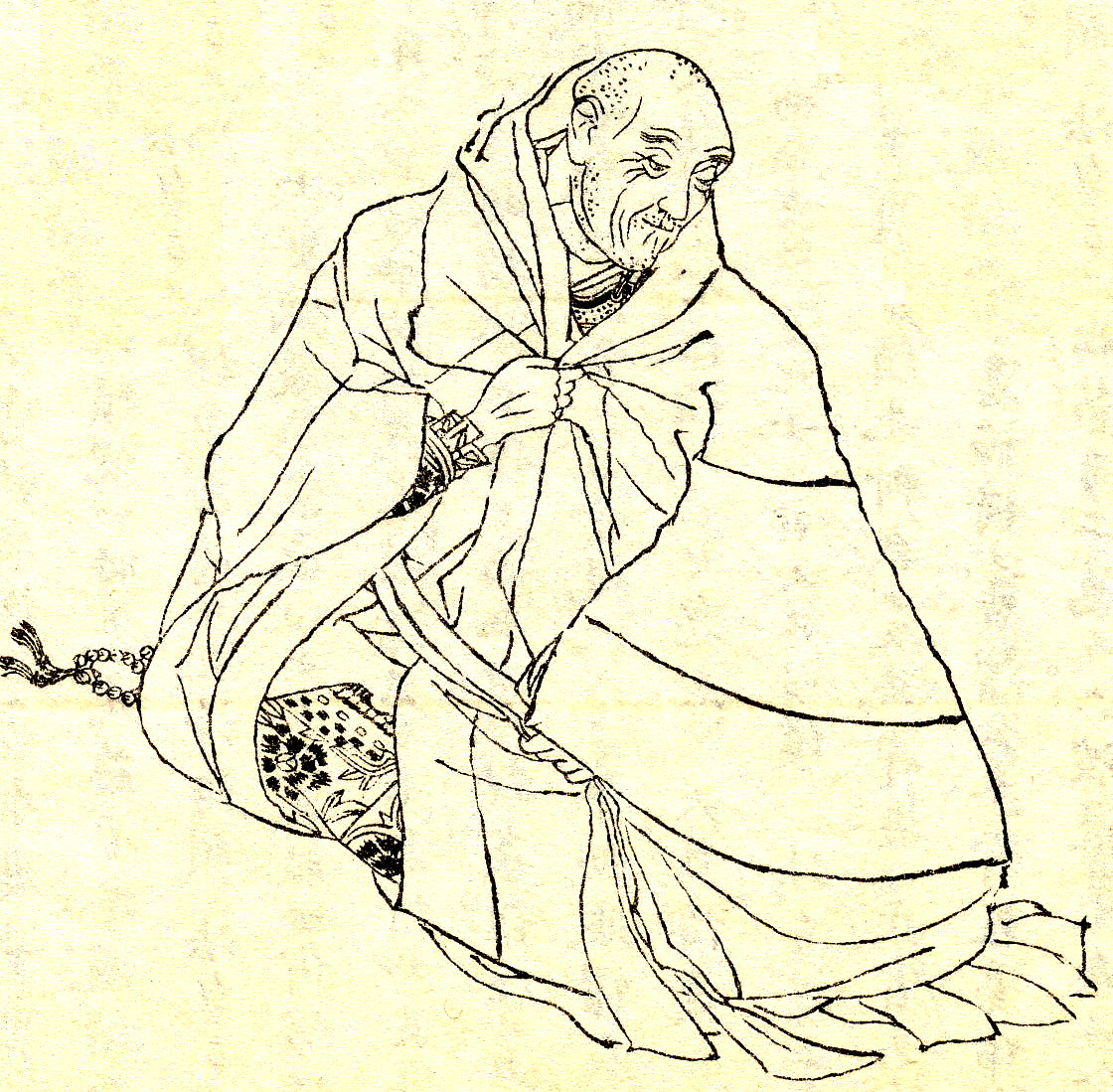
Taira no Kiyomori, Zeichnung von Kikuchi Yōsai (1788–1878).

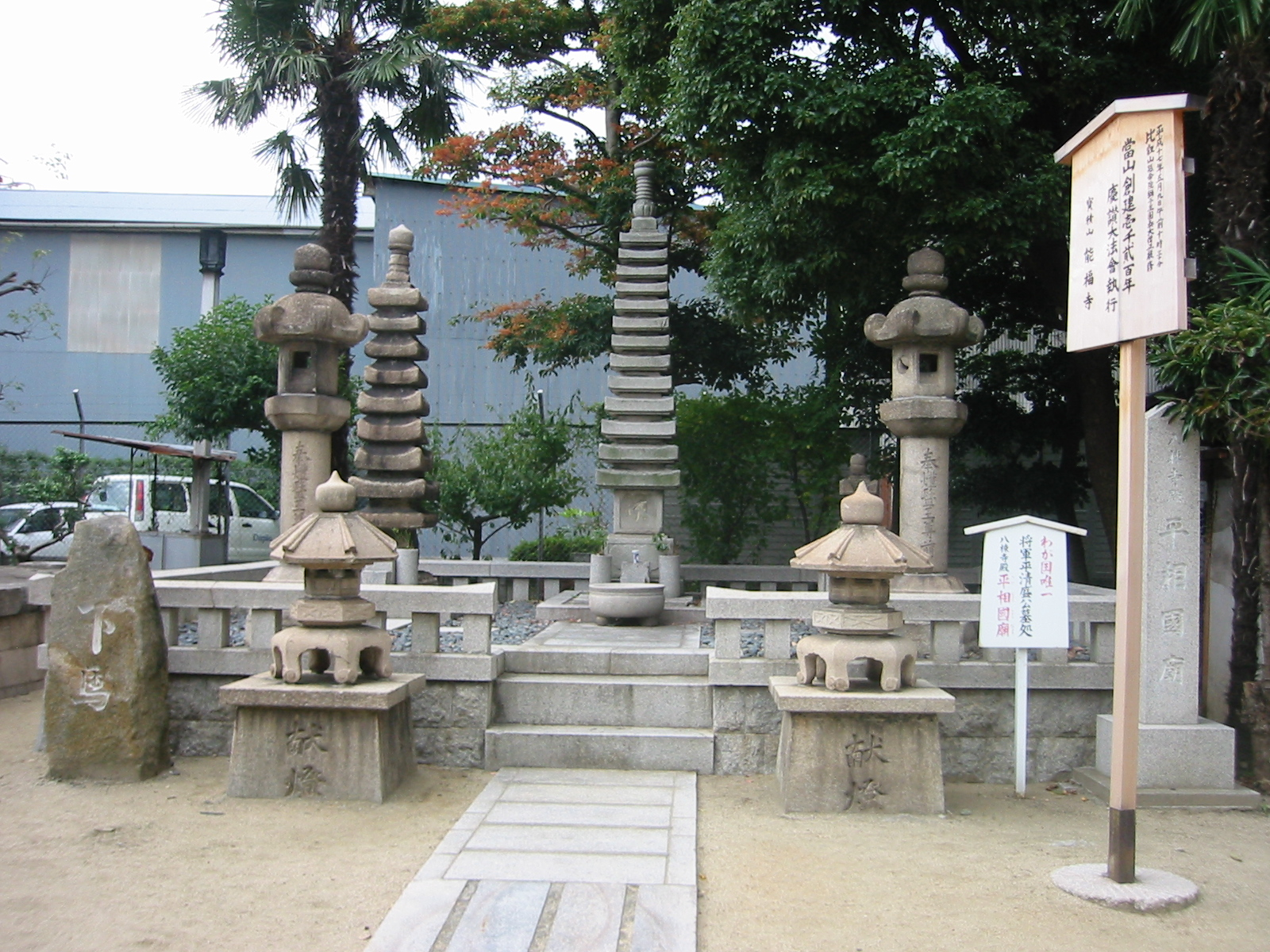
Grabstätte des Taira no Kiyomori im Tempel Nōfuku-ji, Kōbe

Taira no Kiyomori (jap. 平 清盛; * 1118; † 1181) war ein General in der späten Heian-Zeit in Japan. Er etablierte die erste von den Samurai dominierte Regierung in der Japanischen Geschichte.

## Leben
Nach dem Tode seines Vaters Taira no Tadamori im Jahre 1153, übernahm Kiyomori die Führung der Taira-Familie und betrat mit großen Ambitionen die politische Bühne, auf der er bislang nur eine Nebenrolle gespielt hatte. 1156 unterdrückten er und Minamoto no Yoshitomo, der Führer des Minamoto-Clans, die Hōgen-Rebellion. Damit etablierten sich die Taira und Minamoto als mächtigste politische Kräfte in Kyōto.
Ihre neue Macht führte jedoch dazu, dass die bisherigen Verbündeten zu bitteren Rivalen wurden. Der Konflikt kulminierte drei Jahre später in der Heiji-Rebellion von 1159. Kiyomori siegte und wurde zur wichtigsten politischen Macht in Heian-kyō, Yoshitomo und seine zwei ältesten Söhne kamen um. Auf Bitten seiner Frau zeigte Kiyomori Gnade und schickte die drei jüngsten Söhne von Yoshitomo Yoritomo, Noriyori und Yoshitsune ins Exil und übernahm die meisten Gebiete seiner Rivalen.
Als größte politische Macht und Inhaber der meisten Lehen in Japan sammelte er unangefochten Reichtum und Macht an.
1167 war Kiyomori der erste Samurai, der zum Daijō Daijin, zum Obersten Regierungsminister und de facto Verwalter der Kaiserlichen Regierung ernannt wurde. Obwohl er diese Position und auch die offizielle Führerschaft des Clan später im Jahr abgab, zog er weiter die Fäden der Regierungspolitik und platzierte erfolgreich Familienmitglieder und Verbündete in den meisten Regierungsposten und Verwaltungen von fast halb Japan.
1171 setzte Kiyomori die Heirat zwischen Kaiser Takakura und seiner Tochter Tokuko durch. Deren erster Sohn, Prinz Tokihito wurde 1178 geboren. 1179 inszenierte Kiyomori einen Staatsstreich, erzwang den Rücktritt seiner Rivalen von allen Regierungsposten und verbannte sie. Die offenen Posten besetzte er wieder mit Alliierten und Verwandten. Er nahm den abgedankten Kaiser Go-Shirakawa gefangen und zwang 1180 den Kaiser Takakura zur Abdankung und setzte Prinz Tokuhito als Kaiser Antoku auf den Thron.
Mit der Ausdehnung der Macht und des Reichtums der Taira und Kiyomoris neuem Monopol auf die Regierungsautorität wandten sich viele seiner Verbündeten, die meisten Samurai in den Provinzen und sogar Mitglieder des eigenen Clans gegen ihn. Prinz Mochihito, Bruder des Kaisers Takakura, forderte Kiyomoris alte Rivalen aus dem Minamoto-Clan zum Kampf gegen die Taira auf und startete damit Mitte 1180 den Gempei-Krieg.
Im Juni 1180 veranlasste Kiyomori die Verlegung der Hauptstadt nach Fukuhara-kyō, die aber bereits im November nach Heian-kyō zurückverlegt wurde. Kiyomori starb am Anfang des Folgejahres an Malaria und hinterließ seinen Söhnen den Niedergang und die Vernichtung des Taira-Clans durch die Minamoto.
Taira no Kiyomori ist auch die Hauptfigur in dem Epos Heike Monogatari aus der Kamakura-Zeit. Für den Itsukushima-Schrein spendete Taira no Kiyomori einen neuen Gebäudekomplex und Sutrenrollen.